# Киевская ГЭС
Киевская ГЭС (укр. Київська ГЕС) — первая (верхняя) ступень Днепровского каскада ГЭС, расположенная на реке Днепр, находится в нескольких километрах от Киева выше по течению. Станция входит в структуру филиала «Каскад Киевских ГЭС и ГАЭС» «Укргидроэнерго».
Киевская ГЭС построена в рекордно короткие сроки: 1960–1968 годы. Основной особенностью здания ГЭС является применение горизонтальных капсульных гидроагрегатов, что позволило спроектировать здание совмещенным, водосливного типа. Применение горизонтальных агрегатов упростило геометрию проточного тракта, а также конструктивные формы всего здания в целом. Ширина здания ГЭС составляет 51 м, а длина 285 м. Водосточная часть совмещена со зданием ГЭС, которая конструктивно разделена температурно-осадочными швами на пять блоков по 4 горизонтально-капсульных агрегата в каждом.
На сентябрь 2021 установленная мощность Киевской ГЭС составляет 440 МВт.

## История

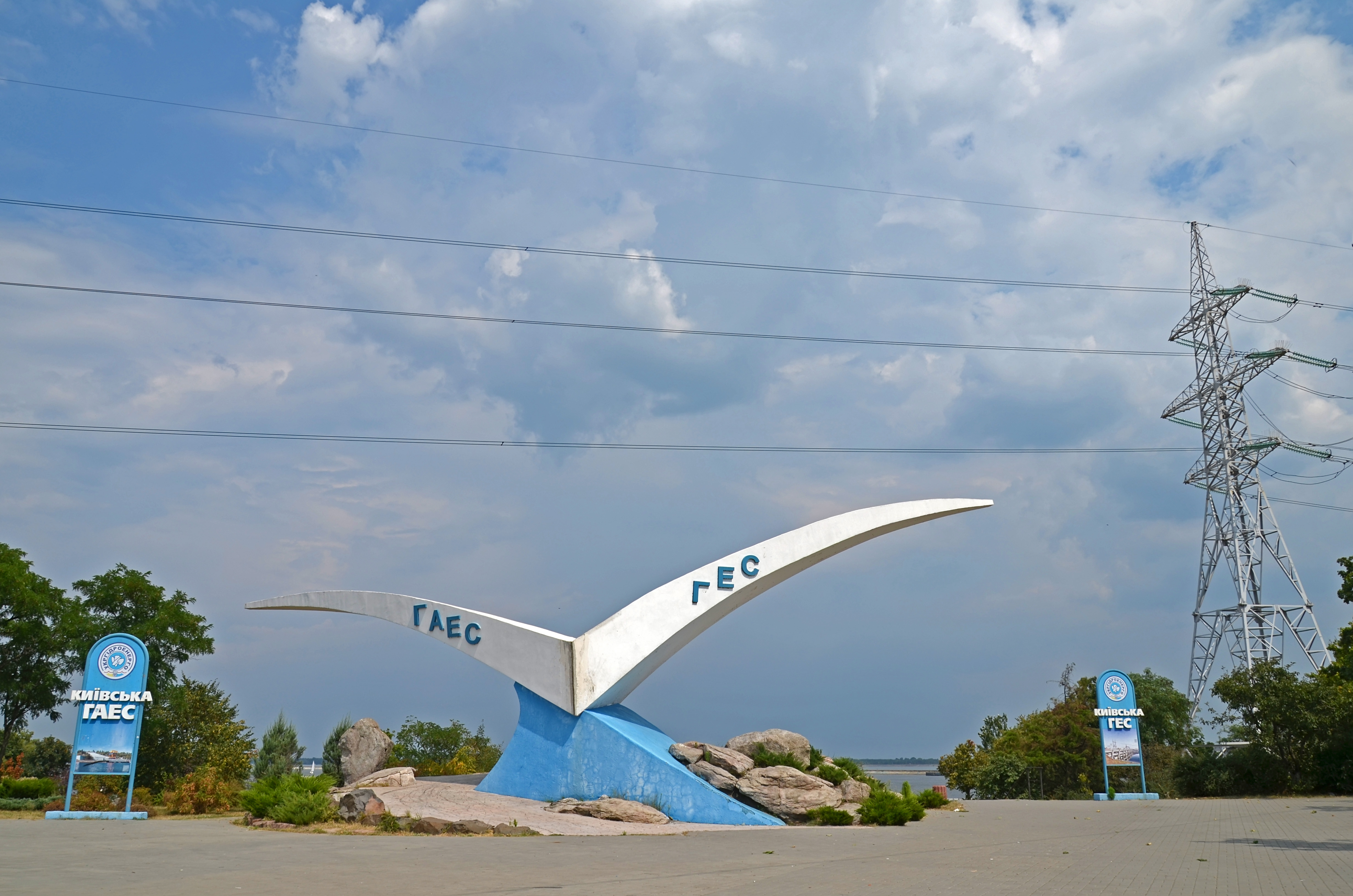
Памятный знак «Чайка» на Киевской ГЭС/ГАЭС

1960 год: начало строительства. Началось сооружение Киевской гидроэлектростанции по проекту, разработанному ведущим проектно-исследовательским институтом «Укргидропроект». Строительство велось коллективом треста «Кременчукгесбуд». Во время строительства было внедрено немало новых организационных и конструктивных решений. В частности, уменьшение стоимости строительства и сокращение его срока при повышении качества строительных конструкций было достигнуто благодаря применению сборного железобетона. На Киевской ГЭС также впервые внедрены новые технологии высокочастотного монтажа крупных бетонных конструкций. Одновременно с сооружением ГЭС на правом берегу Днепра был построен жилой комплекс для гидроэнергетиков, школы, детские сады, магазины и столовые. Октябрь — декабрь: организация стройплощадки, намыв перемычек котлована водосливной плотины.
1961 год: июнь — первая очередь бетонного завода; июль — начало откачки котлована шлюза; август — первый кубометр бетона уложен в судоходный шлюз[уточнить]; октябрь — начало земляных работ на левобережной плотине.
1962 год: январь — смонтирован переход через Днепр ЛЭП-35 кВ; март — начало работ в котловане ГЭС; май — первый кубометр бетона уложен в фундамент ГЭС.
1963 год: апрель — первый кубометр бетона уложен в судоходный шлюз[уточнить].
1964 год: сентябрь — введены в эксплуатацию судоходные сооружения; ноябрь: затопление котлована и перекрытие Днепра; декабрь — пуск первого агрегата ГЭС.
1965 год: пуск агрегатов № 2—4.
1966 год: пуск агрегатов № 5—10.
1967 год: пуск агрегатов № 11—16.
1968 год: пуск агрегатов № 17—20.
За время построения Киевской ГЭС были выполнены земляные работы объемом 79 400 тыс. кубометров; покрыто[[{{{1}}}|?]] 825 тыс. кубометрами монолитного бетона.
Первый директор строительства — Строков Г. И., первый главный инженер станции — Строганов Е. М.

## Станция сегодня

### Технические характеристики
Киевское водохранилище ГЭС — русловое, речного типа, с ограниченным сезонным регулированием. Общая длина защитных сооружений — 70 км, наибольшая высота русловой плотины — 22 м. Длина напорного фронта гидроузла — 42,3 км, максимальный напор воды на сооружения составляет 11,8 м, максимальный расход воды через сооружения 14 400 м³/с. Полный объем водохранилища 3,73 км³. Полезный объем водохранилища 1,17 км³. Глубина срабатывания 1,5 м. Площадь зеркала водохранилища 922 км².
Электрическая схема скомпонована на базе пяти блоков, каждый из которых включает в свой состав силовой трансформатор мощностью 90 тыс. КВА и выключатель со стороны 110 кВ. Связь с объединением энергосистемой осуществляется по двум воздушным линиям напряжением 110 кВ.

### Основные характеристики
В состав основных сооружений ГЭС входят: здание гидроэлектростанции с право- и левобережными устоями, открытое распределительное устройство (ОРУ) 110 кВ, совмещенная бетонная водосливная плотина с 20 водосливами. В состав гидроузла также входят правобережная и левобережная дамбы, защитная дамба правого берега, плотина-вставка между шлюзом и зданием ГЭС, плотина-волнорез, русловая плотина и безнапорные дамбы левого берега, Киевский судоходный шлюз (который сегодня относится к ГП «Укрводпуть»).
Всего на ГЭС установлено 20 горизонтально-капсульных агрегатов с поворотно-лопастными гидротурбинами типа ПЛ 15/3251-ГК-600М производства Харьковского турбинного завода и горизонтальными синхронными генераторами типа СГК-538 / 160-70М УХЛ4 поставки завода «Электротяжмаш», установленная мощность которых на сегодня (после проведения реконструкции гидроагрегатов) составляет 440 МВт.
Над перекрытием проточной части в надагрегатных помещениях расположены главные выводы генераторов, маслонапорные установки с регуляторами скорости агрегатов, насосы, и тому подобное. Верхнее перекрытие этих помещений в комплексе с надагрегатной металлической крышкой образует порог водослива. От нижнего бьефа вдоль всей надводной части здания ГЭС содержится закрытое распределительное устройство (ЗРУ) 6,3 кВ, под которым проходит кабельный полуэтаж. На верхнем перекрытии ЗРУ-6,3 кВ установлено силовые повышающие трансформаторы (по одному на каждый блок).

## Реконструкция
В условиях работающей станции за период 1997—2001 гг. в рамках реализации крупномасштабного проекта реконструкции всех ГЭС Днепровского каскада, выполнялся за счет собственных средств и кредита Всемирного банка, на Киевской ГЭС выполнены:
- реконструкция 9 гидроагрегатов, изготовленных в крупнейших отечественных объединениях «Турбоатом» и «Электротяжмаш», с участием известных проектных, монтажных и пусконаладочных организаций, таких как ЧАО «Укргидропроект», ЧАО «Днепр-Спецгидроэнергомонтаж», «Гидроэлектромонтаж» ООО «НТК Энпасэлектро» и др.;
- установлены новые генераторы и экологически чистые турбины, которые исключают попадание турбинного масла в реку Днепр. Прирост мощности составлял 36 МВт;
- реконструированные гидроагрегаты оснащены новыми системами тиристорного возбуждения генераторов (фирма АВВ), регуляторами скорости турбин (фирма Alstom)
- выполнена замена пяти блочных воздушных выключателей 110 кВ на элегазовые (фирма Gec Alsthom T & D);
- впервые в истории отечественной гидроэнергетики введен пилотный проект «Автоматизированной системы контроля (АСК) безопасности гидротехнических сооружений Киевской ГЭС», что позволило обеспечить на качественно новом уровне контроль за безопасностью ГТС, сигнализацию при превышении предельно допустимых показателей состояния сооружений, автоматизацию сбора данных измерения и обработки информации, построение базы данных для оценки состояния ГТС.

Начиная с 2002 года собственными силами, а с 2006 года с привлечением средств Всемирного Банка Реконструкции и Развития (МБРР), выполнено:
- реконструкция 11 гидроагрегатов, которые остались, с установкой новой экологически чистой турбины ПЛ15 / ГК 600М с переходом на напряжение 6,3 кВ и введением в действие на всех 20 гидроагрегатах этих блоков новых генераторных элегазовых выключателей, благодаря чему повышена гибкость управления гидроагрегатами и их надежность; выполнена замена системы управления «ЦЕНТРАЛОГ» на систему управления Ovation (SCADA) на 20 гидроагрегатах и 5 блоках Киевской ГЭС; операторские станции данной системы управления находятся в ЗРУ и на пульте управления филиала;
- введено в промышленную эксплуатацию «Автоматизированную систему коммерческого учета электроэнергии» (АСКУЭ) на Киевской ГЭС и Киевской ГАЭС; рабочие станции АСКУЭ находятся на пульте управления филиала, пульте управления ГАЭС и в секторе производственно-технической и договорной работы.

В настоящее время на Киевской ГЭС выполнена реконструкция всех пяти блоков с заменой:
- пяти силовых трансформаторов;
- высоковольтных разъединителей (РТ-1, РТ-2, РТ-3, РТ-4, РТ-5, РЛ-1, РЛ-2)
- блочных воздушных выключателей 110 кВ на элегазовые (фирма «Gec Alsthom T & D»);
- блочных трансформаторов тока 110 кВ;
- блочных трансформаторов напряжения 6,3 кВ;
- заменено все основное электротехническое оборудование ОРУ-110 и ЗРУ-6,10 кВ;
- все гидроагрегаты и блоки оборудованы новыми регуляторами скорости тиристорными системами возбуждения, системами релейной защиты и управления.

## Галерея

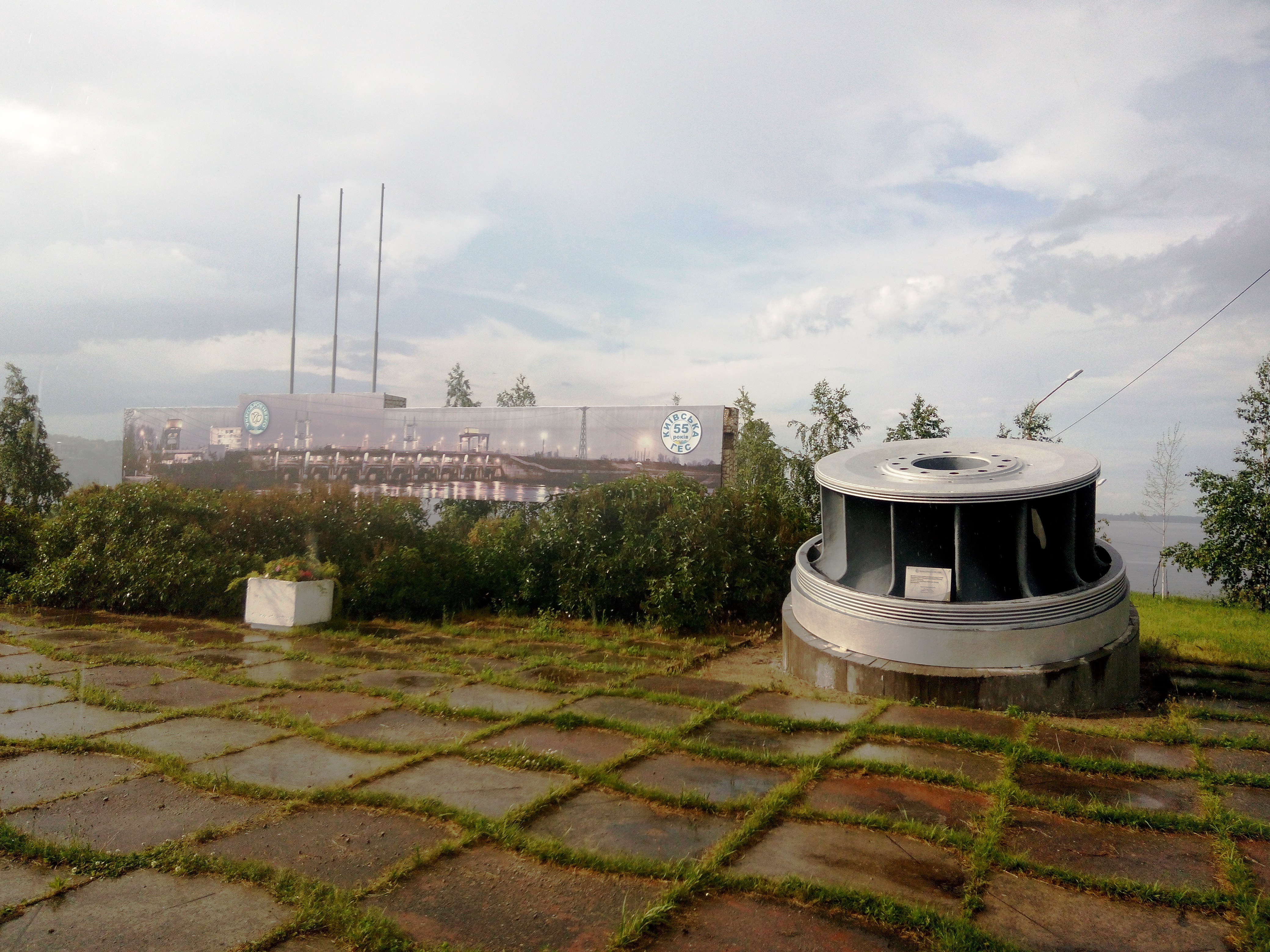
Турбина
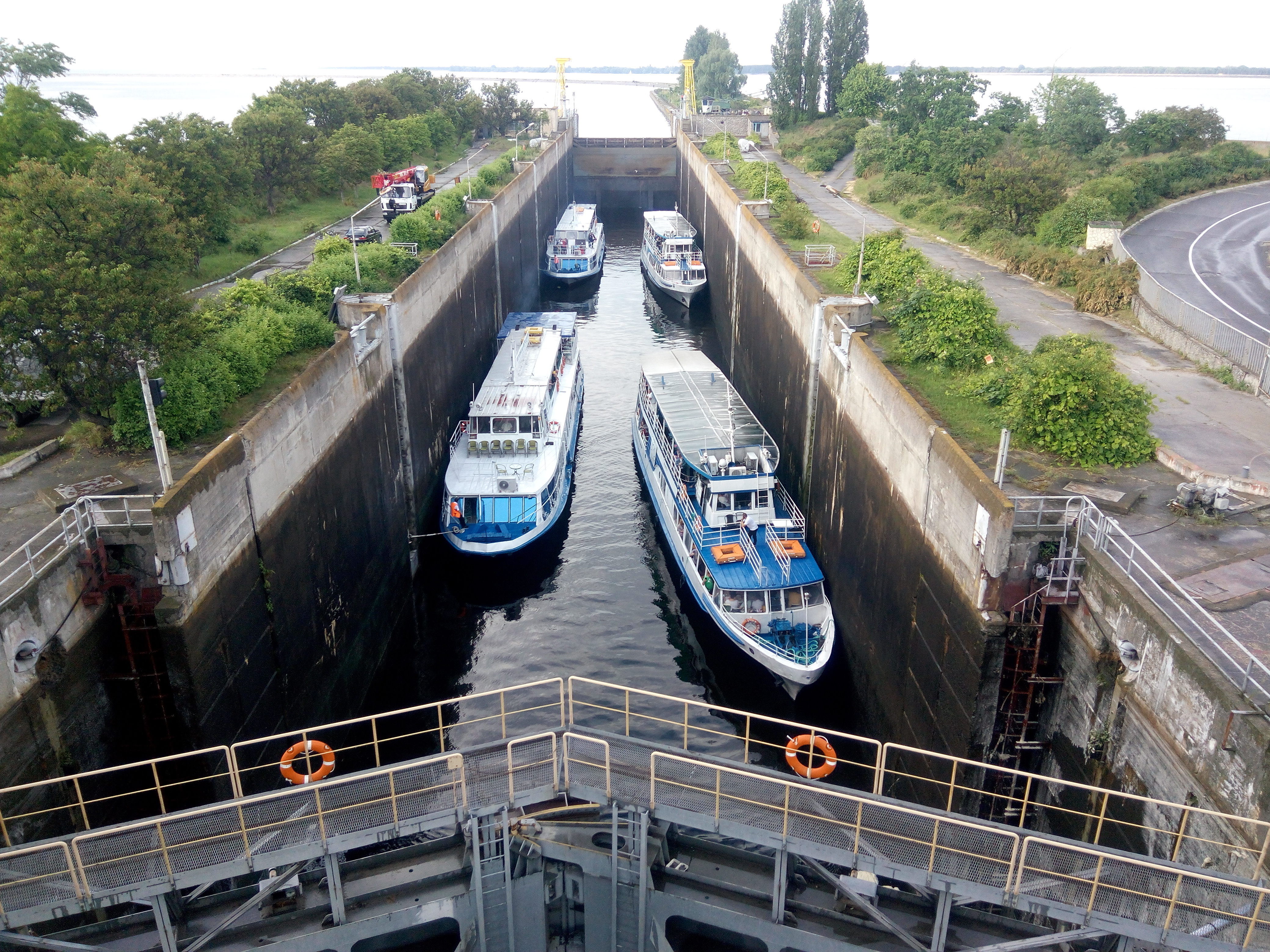
Открытие шлюзов для судов